# 软毛虫实
软毛虫实（学名：Corispermum puberulum）为苋科虫实属的植物，为中国的特有植物。分布在中国大陆的黑龙江、山东等地，生长于海拔500米的地区，见于河边沙地及海滨沙滩，目前尚未由人工引种栽培。

## 异名
- Corispermum puberulum Iljin var. ellipsocarpum Tsien et C. G. Ma